# Familie is nich
Familie is nich ist ein deutscher Fernsehfilm der Regisseurin Nana Neul mit Meret Becker und Luise Landau von 2024. Er beschreibt humorvoll die etwas komplizierten Beziehungen zwischen einer jugendlichen Großmutter und deren Tochter und Enkelin.

## Handlung
Die verbitterte Anne Sachs wohnt alleine auf einem großen, aber heruntergekommenen Bauernhof irgendwo in Brandenburg. Weder die Post noch der neue Pastor Bernd Schlesinger sind willkommene Gäste und auch zu ihrer Tochter Julia hat sie seit über zehn Jahren keinen Kontakt mehr.
Diese lebt in Berlin und ist mit einem mehrmonatigen Gefängnisaufenthalt konfrontiert, nachdem sie an einem bewaffneten Raubüberfall als Fahrerin des Fluchtfahrzeugs beteiligt war.
Da ihre Freundin Mariam nach einiger Zeit mit der Betreuung von Julias Tochter Tilda überfordert ist, bringt Mariam das Kind zu Anne. Diese wusste bislang nichts von Tilda und ist auch nicht besonders erfreut darüber, dass ihre Enkelin plötzlich mit ihr auf dem Hof leben soll. Als Mariam wieder nach Berlin aufbrechen möchte, um Tilda in die Obhut des Jugendamt es zu geben, gibt Anne sich einen Ruck. Macht aber von vornherein klar: „Familie is nich“.
Nach anfänglichen Schwierigkeiten kommen sich Anne und Tilda näher, doch die Zeit mit ihrer Enkeltochter reißt auch alte Wunden wieder auf. Vor allem als Tilda unbedingt aufs Dorffest gehen möchte, es dort aber zum Streit zwischen Anne und Luise kommt. Diese wirft Anne immer noch vor, dass diese damals aus purem Egoismus nicht ihren Wald verkauft hat.  Lediglich Bürgermeister Holger Hahn, der früher schon in Anne verliebt war, steht auf ihrer Seite. Holger ist auch einer der wenigen Dorbewohner, zu dem Anne in den letzten Jahren wenigstens ein halbwegs respektvolles Verhältnis hatte.
Da Anne nicht das Sorgerecht für Tilda hat, wird das Jugendamt vorstellig. Widerwillig lässt sich Anne von Holger ins Gefängnis fahren, um ihre Tochter um die Zustimmung zur Übertragung des Sorgerechts zu bitten. Julia will jedoch nichts mit ihrer Mutter zu tun haben und lehnt ab. Da Anne ihre Enkeltochter aber ins Herz geschlossen hat, beschließt sie um das Sorgerecht zu kämpfen. Schweren Herzens stimmt sie dem Verkauf ihres Waldes zu, um einen Anwalt zu engagieren. Mit Erfolg, denn Tilda kann bei Anne bleiben, bis ihre Mutter aus dem Gefängnis kommt.
Als diese Tilda abholt, sind Anne und Julia weiterhin nicht bereit, einander zu vergeben. Erst als Anne über ihren Schatten springt, sich von Holger nach Berlin fahren lässt und ihre Tochter und Enkeltochter dort besucht, kommt es endlich zur Versöhnung.

## Hintergrund
In diesem Film ist entgegen der üblichen Geschlechterrollen die Großmutter Anne die scheinbar gefühlskalte und verhärtete, die sich zurückzieht, und mit ihrem Leben nicht so richtig klarkommt, während die beiden  Männer, der Bürgermeister und der Pfarrer, die gefühlsbetonten, sanften und verständnisvollen sind, die letztendlich entscheidend dazu beitragen, diese Gefühlsverhärtungen aufzulösen und Anne und ihre Tochter wieder miteinander zu versöhnen.

## Produktion und Aufführungen
Familie is nich wurde im Sommer 2023 in Berlin, Brandenburg und Polen gedreht.
Er wurde am 21. August 2024 als Eröffnungsfilm auf dem Festival des deutschen Films erstmals gezeigt. Am 13. Dezember 2024 war die Erstausstrahlung im Fernsehen auf Arte, am 2. Juni 2025 zeigte ihn das ZDF als Fernsehfilm der Woche.

## Auszeichnungen
- 2024 Festival des deutschen Films Ludwigshafener Auszeichnung für Meret Becker und Luise Landau.[2]
- Nominiert für den Filmkunstpreis und den Rheingold-Publikumspreis 2024[3]

## Kritik
Das Festival des deutschen Films 2024 lobte diesen Film außerordentlich

„Das nuancierte Zusammenspiel von Meret Becker und der Nachwuchsschauspielerin Luise Landau zieht die Zuschauer unweigerlich in den Bann. Regisseurin Nana Neul gelingt ein feines, ausbalanciertes Psychogramm zwischen einer Frau, die mit ihrem Leben abgeschlossen hat und ihrer Enkelin, die leben will. (...) Dieses „Zurück ins Leben“ wird so überzeugend inszeniert und gespielt, dass der Film einem buchstäblich ans Herz geht.“

Die epd Medien heben besonders die Hauptdarstellerin Meret Becker hervor

„Nicht nur äußerlich, auch sonst ist Becker in der Rolle der verbitterten brandenburgischen Landfrau Anne alles andere als eine liebe Klischee-Großmutter. Wenn sie ein Klischee erfüllt, dann das der bösen Hexe (von Becker mitreißend lustvoll ausspielt). (...) Die Geschichte ist ganz auf Becker zugeschnitten und sie geht derart in der Rolle auf, dass man vergisst, dass sie Schauspielerin ist und ihre Anne gar kein echter Mensch. (...) Drei starke Frauen - beziehungsweise zwei Frauen und ein Mädchen aus drei Generationen, die machen, was sie wollen. Auch um den Preis Außenseiterinnen zu sein. (...) Alles nicht unbedingt vornehm oder gar vorbildlich. Aber beeindruckend. Diese Frauen beißen sich durch.“

Und der Filmkritiker Eric Leimann meinte  

„In "Familie is nich" sieht sich Meret Becker als kratzbürstige Bauernhofbesitzerin unerwartet mit der Verantwortung für ihre Enkelin konfrontiert. Ein Film voller Brandenburger Charme und starker schauspielerischer Leistungen. (...) Ein dörflicher Coming-of-Age Film, der drei Generationen erzählt.“

Das  Lexikon des internationalen Films vergab zwei von fünf Sternen für diesen Film. Es kritisiert, dass „weder die Figuren noch die Dorfwelt sonderlich glaubhaft gezeichnet sind“, weshalb der „auch formal unambitionierte Film mäßig amüsant und oberflächlich“ bleibe.